# 章太炎故居 (浙江省)
30°17′29″N 119°59′41″E / 30.29139°N 119.99472°E
章太炎故居位于今中华人民共和国浙江省杭州市余杭区仓前街道仓前塘路59号，余杭塘河北岸，是近代学者、革命家章太炎的出生和成长之地。现已辟为章太炎纪念馆。

## 历史
章太炎出生并在此成长，22岁投身革命后，曾几度回家探亲、避难。据章太炎的孙子所述，因章太炎的祖父育有六名子女，都居住于此处，故被人称为“章六房”。中共政权占领余杭后，此处房屋被政府没收，作为当地政府办公用房。2006年成为全国重点文物保护单位。
故居坐北朝南，占地约0.07顷，建筑面积811平方米。故居每进主体建筑均面宽三间，硬山顶，共四进一弄，前三进为太平天国之前章太炎曾祖父所建的晚清建筑，最后一进楼房建于民国初年。院内由前厅、正厅、卧室、书房、厨房和天井组成：第一进为临街房，第二进“扶雅堂”，第三进卧室，第四进现辟为陈列室，第二、三进东侧分别为厨房和书斋。
- 章太炎故居位于余杭塘河北岸，临河而建
- 第一进
- 第二进“扶雅堂”
- 第二进“扶雅堂”内部

## 相关
- 章太炎墓